# スカベンジャー作戦
スカベンジャー作戦（スカベンジャーさくせん, 英語: Operation Scavenger）は、第二次世界大戦中の1944年8月初旬にアメリカ海軍機動部隊が行った、小笠原諸島に対する攻撃作戦である。第4804船団（だい4804せんだん）の壊滅など日本軍の艦船や航空機に相当の損害を与えた。

## 背景
1944年（昭和19年）8月初旬、アメリカ軍はサイパン島攻略およびテニアン島攻略を完了、グアムの戦いも終盤に入り、マリアナ諸島の制圧を終わりつつあった。
次の攻略目標をどこにするかは戦略の見直し中のため未確定な状況にあったが、高速空母機動部隊である第58任務部隊は、7月下旬にパラオ方面の空襲と写真偵察を目的とした「スナップショット作戦」（英語: Operation Snapshot）を実行するなど活動を続けていた。そしてスナップショット作戦に続く任務として、小笠原諸島の航空戦力や所在艦船、地上施設に対する航空攻撃が立案された。この作戦は「スカベンジャー作戦」（意味はスカベンジャー参照）と命名された。
第58任務部隊のうち第58.1任務群（司令官：ジョゼフ・J・クラーク少将）と第58.3任務群（司令官：アルフレッド・E・モントゴメリー少将）の正規空母4隻（ホーネット、ヨークタウン、レキシントン、エンタープライズ）と軽空母2隻および軽巡洋艦以下32隻が、スカベンジャー作戦へ投入されることになった。
日本軍は、マリアナ諸島に続けて硫黄島へもアメリカ軍が侵攻することを危惧し、伊号輸送の名の下に硫黄島を中心とした小笠原諸島の防備強化を急いでいた。7月29日、松型駆逐艦1番艦松を旗艦とする第2護衛船団司令部（司令官：高橋一松少将）以下の横須賀鎮守府乙直接護衛部隊に守られた第3729船団が、硫黄島へ向け出航していた。
同船団を重視した軍令部は、マリアナ沖海戦後に応急出動用として待機していた軽空母瑞鳳まで護衛に投入した。日本の文献では、この瑞鳳出動が空母撃沈を狙ったアメリカ機動部隊の襲来を誘発してしまったと述べるものもある。船団の経由地父島到着までの間接護衛を命じられた瑞鳳は、931空の九七艦攻12機を載せ、第十戦隊所属の駆逐艦4隻（第4駆逐隊《山雲、野分》、第61駆逐隊《秋月、初月》）を随伴して出撃した。ほかにも父島や硫黄島には輸送艦船が在泊中であった。
小笠原方面の日本側防空戦力は、6月15日以来の度重なる空襲や輸送途中の被害から不十分な状態であった。海軍航空隊は新編の第三航空艦隊（司令長官：吉良俊一中将）が主力だったが、8月4日時点での稼動機数は、硫黄島に第二五二海軍航空隊（252空）所属の零戦16機を中心に、一式陸攻4機と天山艦攻・月光夜戦各2機がある程度だった。ほかに、父島には父島海軍航空隊（父島空）の水上戦闘機5機・水上偵察機4機が展開していた。対空砲も、父島方面特別根拠地隊に海軍防空隊4隊を編入するなど最優先で増強が図られていたが、第142防空隊と第151防空隊は人員のみで装備未到着だった。

## 戦闘経過

### アメリカ艦隊の北上
パラオ方面でのスナップショット作戦を終えた第58任務部隊は、7月29日に洋上給油を受けた後にマリアナ諸島沖へ戻った。続けてスカベンジャー作戦に向かう第58.1任務群と第58.3任務群は、8月1日からサイパン沖で弾薬補給を受けようとしたが、悪天候のため作業は失敗し、各種航空爆弾・信管が不足したまま出撃しなければならなかった。8月2日午後、給油だけを済ませた2個の任務群は、小笠原諸島を目指して出発した。
日本海軍は、8月2日、通信解析により有力なアメリカ艦隊が行動中であると察知し、小笠原方面での警戒を強めた。
日本船団（旗艦松）は、8月1日父島着、8月2日に硫黄島着と無事に輸送を終え、帰途に就いていた。瑞鳳以下の間接護衛隊は8月3日に瀬戸内海へ帰投した。船団本隊は父島で再編成され、第4804船団（輸送船5隻・護衛艦5隻）と改名して8月4日朝に父島を出港することになった。輸送船は陸軍徴用船が昌元丸（石原汽船：4739総トン）と利根川丸（松岡汽船：4997総トン）の2隻で、残る延寿丸（岡田商船：5374総トン）、龍江丸（大連汽船：5626総トン）および第七雲海丸（中村汽船：2182総トン）が海軍徴用の特設運送船。護衛艦艇は、駆逐艦松（旗艦）、同旗風、第4号海防艦、第12号海防艦および第51号駆潜艇。ただし、駒宮（1984年）は第52号駆潜艇も挙げている。第4804船団という呼称は横須賀鎮守府担当地区の船団に用いられていた命名規則に基づく命名で、千の位の4は横須賀・トラック島間で運航される上り船団を、下3桁の804は8月4日出航を意味する。

### 8月4日の戦闘
8月4日朝、アメリカ軍は、第58.1任務群の航空機を父島へ、第58.3任務群の航空機を硫黄島へ発進させた。日本軍は午前9時25分頃（日本側時間。以下同じ）に硫黄島のレーダーでアメリカ軍機の接近を探知すると、空襲警報を発令した。硫黄島基地では零戦14機を空中退避のため発進させ、その他の機体は地上で分散隠蔽を図った。第4804船団は直ちに本土へ向けて出航することになり、父島在泊の第2号輸送艦と第4号輸送艦も洋上に退避した。
アメリカ軍の攻撃隊は午前10時前に硫黄島に来襲し、主に飛行場地区へ爆撃と機銃掃射を行った。戦史叢書によれば地上で陸攻4機と天山1機が撃破されたほか、零戦2機が未帰還となった。他方、硫黄島基地航空隊の戦闘概報によれば、翌日の稼動機数見込みが零戦11機、陸攻・天山・月光各2機となっている。碇泊中の3隻の輸送艦も空母バンカー・ヒルやレキシントンから発艦した航空隊により攻撃を受け、第152号特設輸送艦（悪天候で破損状態）が直撃弾1発・至近弾8発で午後3時半頃に沈没、第133号特設輸送艦も至近弾と機銃掃射で浸水して同じ頃に海岸へ擱座全損となった。

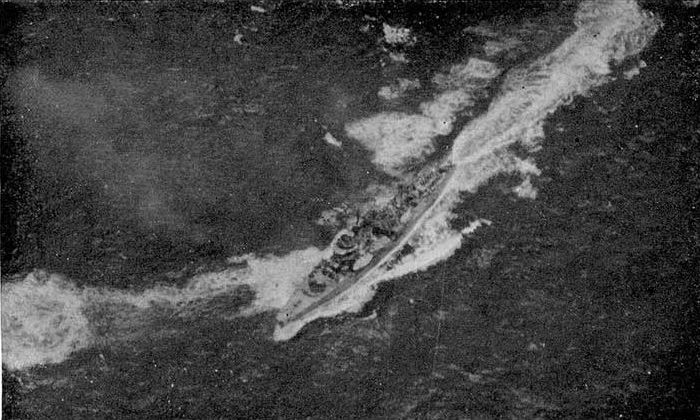
父島沖で空襲を受けつつある第4号海防艦または第12号海防艦。

硫黄島よりも後れて、父島方面でも午前10時40分頃から空襲が始まった。アメリカ軍機は洋上退避した日本船団を発見すると、地上施設よりも艦船に攻撃を集中した。わずか9ノットの速力で退避中の第4804船団は、第2波までの空襲を沈没艦船無しでしのいだが、午後4時からの第3波空襲で輸送船のうち昌元丸（石原汽船：4739総トン）、延寿丸（岡田商船：5374総トン）、龍江丸（大連汽船：5626総トン）および第七雲海丸（中村汽船：2182総トン）の4隻が沈没した。空襲終了時には利根川丸（松岡汽船：4997総トン）のみとなり、各護衛艦も至近弾などで損傷した。船団と別に第4号輸送艦も兄島西方で軽空母カボット航空隊の爆撃を受け大破し、父島の二見港に擱座、輸送船弥生丸（図南汽船：495総トン）も大破した。
アメリカ軍は、第4804船団の存在を知ると、2個の任務群からサンタフェ、モービル、ビロクシ、オークランドの軽巡4隻と駆逐艦7隻を割いて第58.16任務隊（指揮官：ローレンス・T・デュボース少将）を編成し、水上攻撃のために分遣した。第58.16任務隊は、午後4時30分頃に父島東方を通過、午後6時から7時頃に聟島南西で第4804船団を捕捉し、聟島海軍見張所の視界内で砲戦となった。駆逐艦松座乗の高橋少将は、第四号海防艦に利根川丸の護衛を命じると、自艦は反転して反撃を試みた。だが北緯27度40分 東経141度48分 / 北緯27.667度 東経141.800度の地点（アメリカ側記録）で集中砲火を浴びて炎上し沈没した。高橋少将もこの戦闘で戦死している。その後、利根川と第四号海防艦は夜間空襲を受け、利根川が被弾炎上。第58.16任務隊は高射砲の水平射撃で抵抗する利根川丸も照明弾で照らし出して砲撃、午後9時頃に撃沈した。第四号海防艦は生還し、内地に帰投。旗風と第十二号海防艦も生還した。
4日深夜、日本側は、夜間索敵攻撃のため752空所属の陸攻6機を木更津基地から出撃させた。5日早朝に2機が第58.16任務隊を発見して攻撃したが命中せず、別の1機は敵戦闘機により撃墜された。801空の哨戒機3機も戦闘機と遭遇するなどして未帰還となっている。

### 8月5日の戦闘

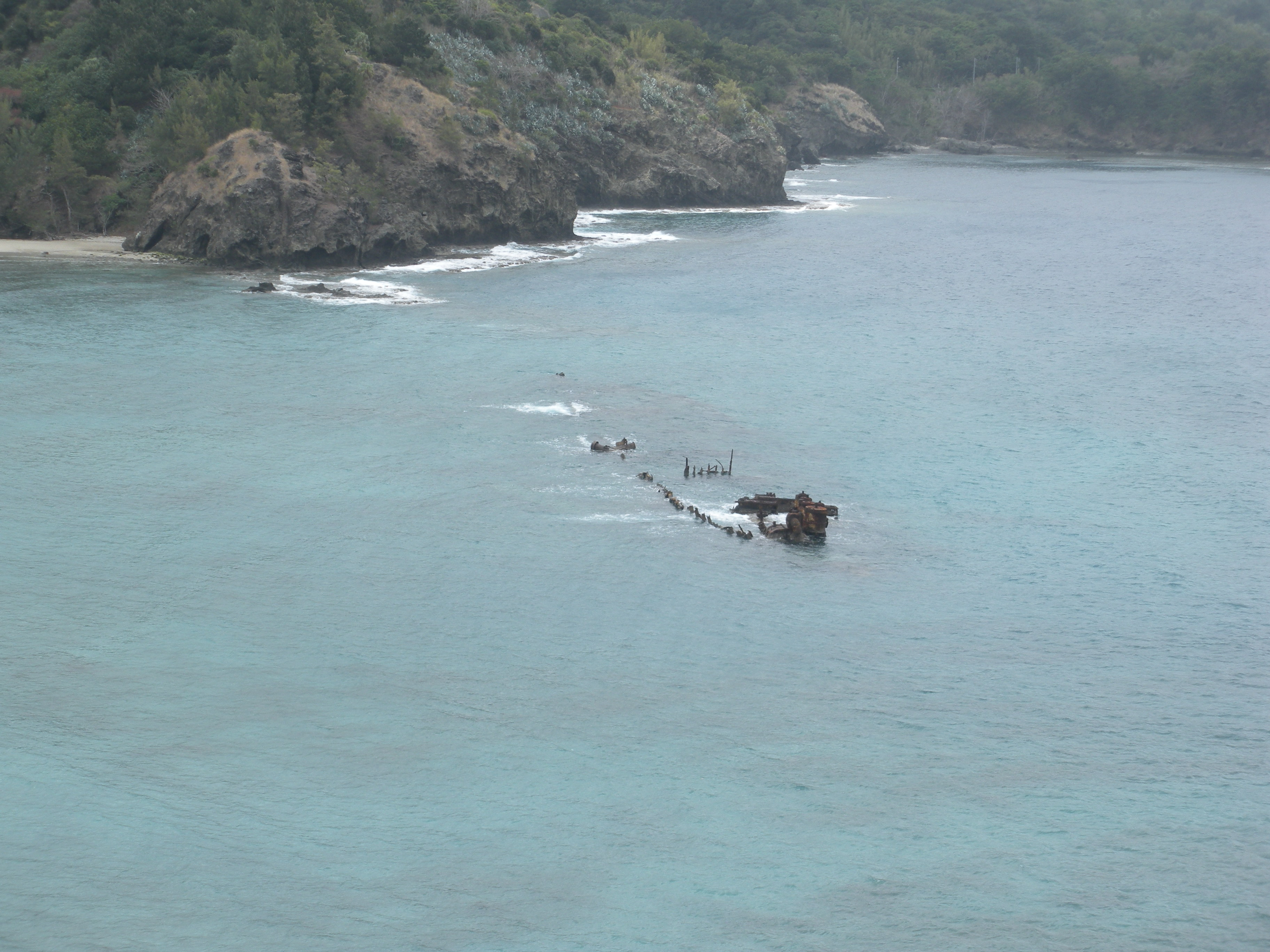
父島二見湾に残っている濱江丸の残骸。

5日、アメリカ軍は2個任務群の攻撃力の多くを父島へ集中した。父島の日本軍レーダーは午前5時18分に敵機を捉え、同45分頃から激しい空襲が始まった。第58.16任務隊も観測機を発進させて、午前9時5分頃から10時25分頃にかけて父島へ艦砲射撃を加えた。バンカー・ヒルの航空隊は、前日に擱座していた第4号輸送艦にとどめを刺し、第2号輸送艦も被爆着底させた。そのほか、弥生丸は魚雷で撃沈され、6月の空襲で損傷していた輸送船濱江丸（大連汽船：5418総トン）も魚雷を受けて炎上全損、特設監視艇感應丸（佐野儀三郎：126総トン）被爆沈没などとなった。第104号特設輸送艦は湾内で応戦していて無事だった。艦砲射撃は陸上の建物にも命中したが、損傷は軽微だった。
母島にも午後0時35分から午後2時15分にかけて戦闘機及び爆撃機計30機（日本側記録）が襲来したが、少なくとも日本海軍部隊に被害は無かった。
硫黄島には大規模な空襲は無かった。マリアナ諸島からB-24爆撃機が飛来して爆撃を行ったほか、少数の戦闘機が出現した程度だった。日本側は零戦5機で迎撃を試みたが、敵機を捕捉できなかった。
アメリカ軍は2日間の作戦を終え、8月9日にエニウェトク環礁の泊地へ帰投した。

## 結果
スカベンジャー作戦による戦闘で、日本軍の艦船は大きな損害を受けた。海軍の正規輸送艦4隻が沈没ないし擱座して完全に失われたほか、第4804船団の輸送船5隻の全滅など徴用汽船・機帆船12隻が沈没または炎上破損した。『父島方面特別根拠地隊戦闘詳報』には、戦闘経過で既述の各船のほか特設給糧艦北開丸（日本水産：407総トン・擱座）や南陽丸（航行不能）、特設掃海艇慶南丸（小破・艇長戦死）、機帆船長島山丸（浸水・機械故障）が挙げられている。第4804船団の残存護衛艦4隻は、損傷しながらも6日に下田など日本本土へたどり着いた。なお、第4804船団の生存者の一部は、捜索に出動した第52号駆潜艇と特設駆潜艇第二関丸により8月7日に救助されたほか、利根川丸で唯一の生存者がアメリカの潜水艦によって収容されている。また、特設駆潜艇第六玉丸（西大洋漁業：275総トン）が第4804船団の生存者捜索中に行方不明となり、同船は8月9日に米潜水艦スターレットの雷撃を受けて撃沈されたことが戦後になって判明した。
2日間で日本軍航空隊は14機が未帰還となり、23機が損傷した。うち父島空の損害は水戦5機と水偵4機（内2機修理可能見込み）で、稼動機が無くなっている。なお、日本側防空部隊は対空砲弾をほとんど撃ち尽くし、途中から射撃を制限するような状況に陥っていたため、8月10日から13日にかけて軽巡多摩および木曾など海軍艦艇6隻による緊急輸送が実施された。
アメリカ軍側の損害は、航空機若干の損失にとどまった。父島では脱出搭乗員2人が島内にパラシュート降下し、うち1人は抵抗したため日本兵に射殺されている。別に5日午前0時過ぎに大型哨戒機も1機撃墜され、乗員1人が捕虜となった。

## その後の小笠原諸島の状況
スカベンジャー作戦の終了後、アメリカ太平洋艦隊の高速空母機動部隊は、第一高速空母任務部隊（指揮官：マーク・ミッチャー中将）と第二高速空母任務部隊（指揮官：ジョン・S・マケイン・シニア中将）に分割された。8月26日には中部太平洋方面のアメリカ艦隊司令官が、レイモンド・スプルーアンス大将（第5艦隊）からウィリアム・ハルゼー大将（第3艦隊）へ交代し、高速空母機動部隊の総称も第38任務部隊に改称した。
休養をとった第38任務部隊は、8月31日から9月2日にかけて、第4群である第38.4任務群（指揮官：ラルフ・デイヴィソン少将）を派遣して、再び小笠原諸島を攻撃した。空襲と艦砲射撃により、小笠原諸島の日本海軍航空部隊は零戦5機撃墜・8機地上撃破などの損害を受け、稼動機は水偵1機という壊滅状態となった。稼動艦艇も駆潜艇1隻・機帆船3隻に落ち込んだ。アメリカ側の損害は若干の航空機を失っただけであったが、被撃墜機の中には後に第41代大統領となるジョージ・H・W・ブッシュ中尉の乗機も含まれていた。
その後もアメリカ軍は、機動部隊やマリアナ諸島に展開したB-24爆撃機による攻撃を反復し1945年（昭和20年）2月の硫黄島の戦い直前にピークに達した。B-24は機雷敷設も行った。日本側は高速の輸送艦を多用するなどして輸送努力を続けたが、第3905船団が潜水艦に全滅させられるなど被害が続出し、小笠原諸島の日本軍は孤立化が進んだ。ただし、硫黄島以外に上陸作戦は行われないまま終戦の日を迎えた。
孤立した父島の日本軍守備隊では極度の飢餓から小笠原事件（父島事件）が発生した。